# Rena de Svalbard
A rena de Svalbard (Rangifer tarandus platyrhynchus) é uma pequena subespécie ou espécie de rena encontrada unicamente no arquipélago norueguês de Svalbard. 
Os machos pesam em média 65-90 kg e as fêmeas, 53-70 kg, enquanto que para outras renas a massa corporal geralmente é de 159-182 kg para os machos e 80-120 kg para as fêmeas.
A espécie é endêmica das ilhas de Svalbard, onde vive há pelo menos 5.000 anos e se adaptou bem ao clima rigoroso, sendo encontrada em quase todas as áreas não glaciais do arquipélago. Em 1925, elas estavam quase extintas devido à caça excessiva no final do século XIX e início do século XX. Nas últimas décadas, sua população aumentou. Em 2019, a população total em todo o arquipélago era de aproximadamente 22.000. Elas são o único mamífero de grande porte que pasta no Alto Ártico europeu, o que as torna excepcionais para estudos sobre a introdução de poluentes em ecossistemas em transformação. Durante o curto verão do Ártico, as renas de Svalbard se alimentam de uma exuberante vegetação de tundra de plantas vasculares, incluindo gramíneas, ervas, juncos e arbustos decíduos nas planícies e vales, para acumular gordura para o inverno. O pelo das renas de Svalbard contém elementos e produtos químicos coletados da vegetação que elas digerem. Elas são relativamente sedentárias e, portanto, altamente vulneráveis a mudanças nas condições locais.

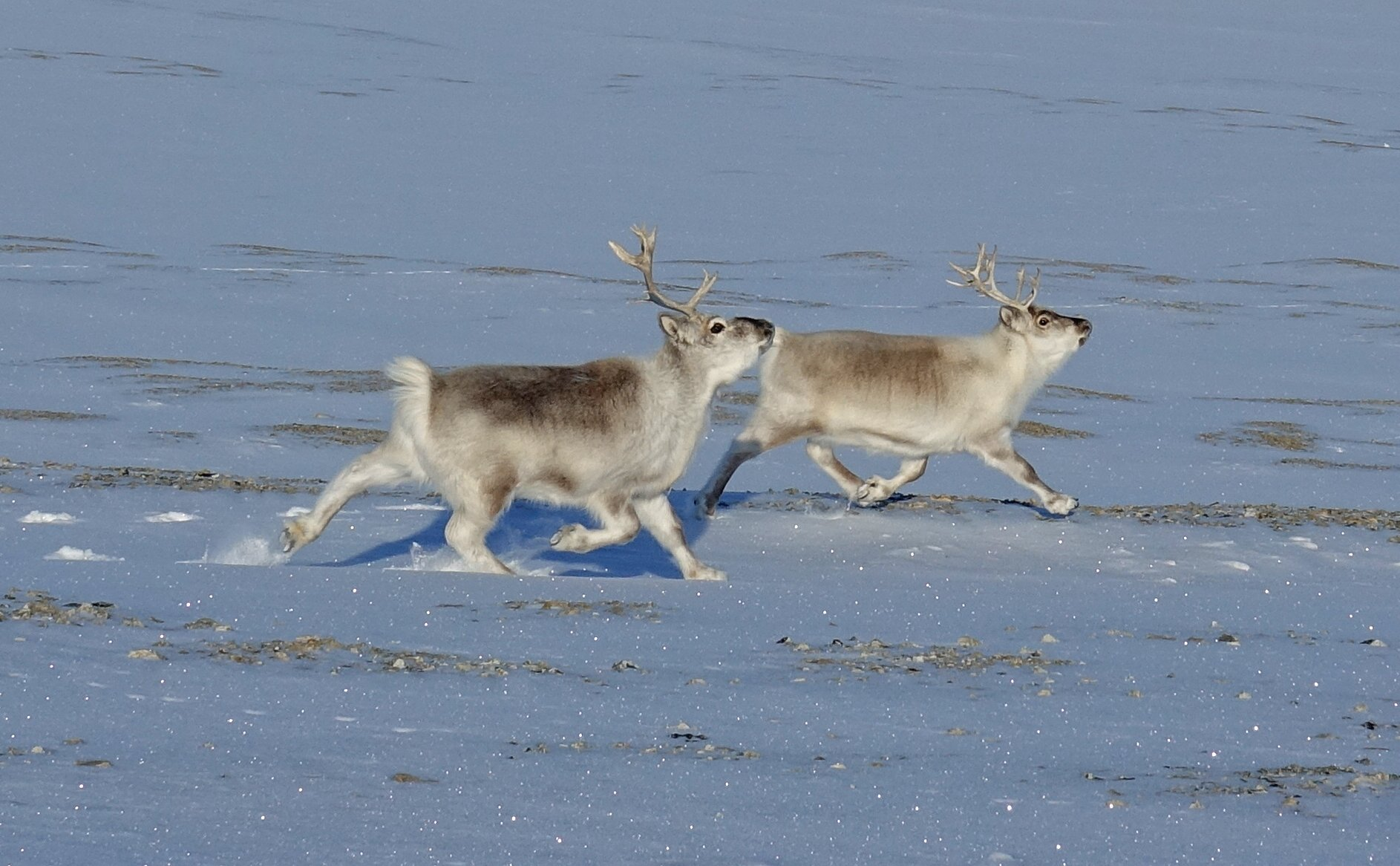
Renas de Svalbard correndo.

Em comparação com outras renas, elas têm pernas curtas e uma cabeça pequena e arredondada. Sua pelagem também é mais clara e mais espessa durante o inverno. A espessura da pelagem contribui para a aparência de pernas curtas e faz com que mesmo os animais famintos pareçam gordos no inverno. Os machos desenvolvem grandes chifres durante o período de abril a julho e perdem o pelo aveludado durante agosto e setembro. Os machos perdem seus chifres no início do inverno. As fêmeas desenvolvem chifres a partir de junho e eles geralmente são mantidos por um ano inteiro.

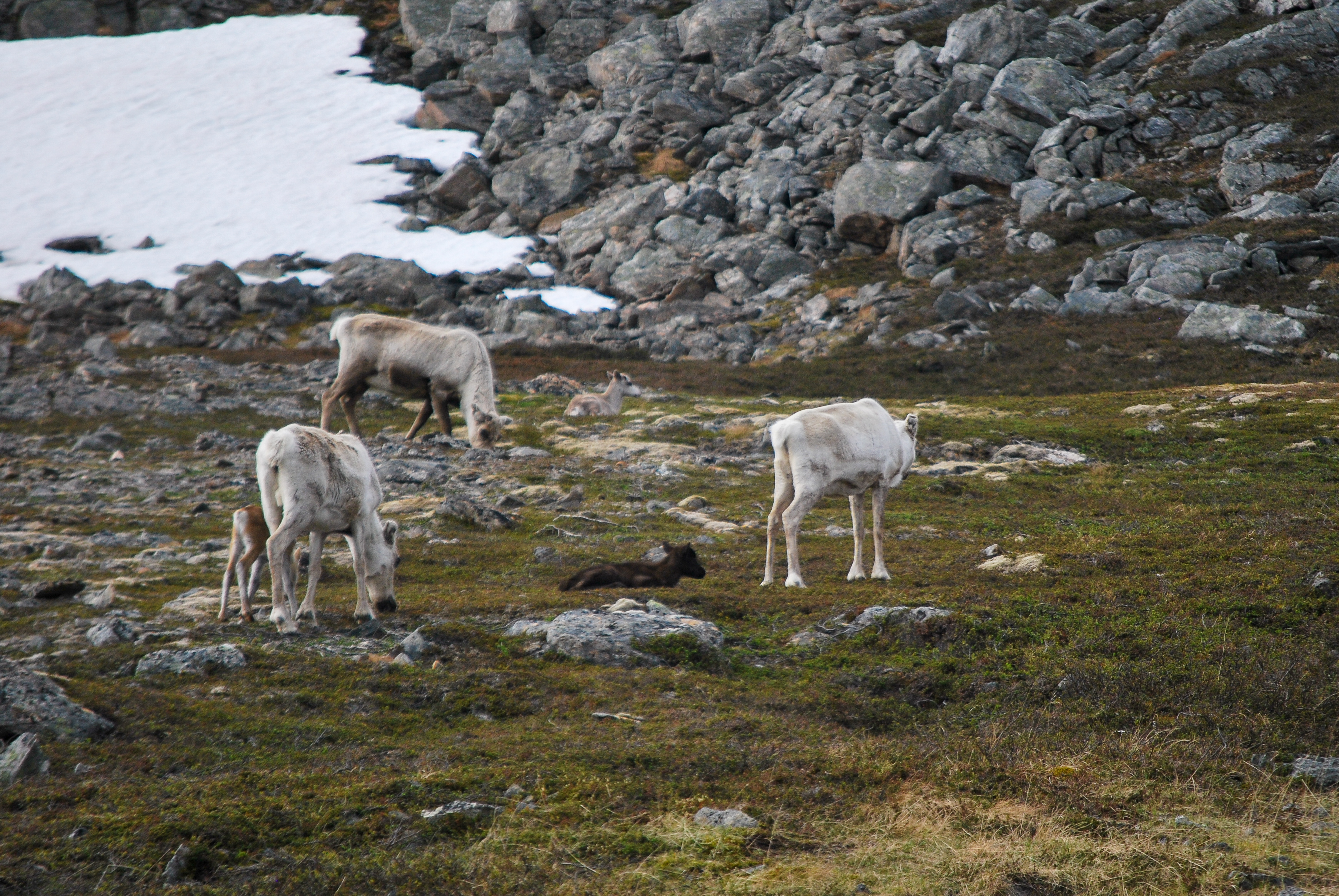
Rena de Svalbard fêmea com bezerros.

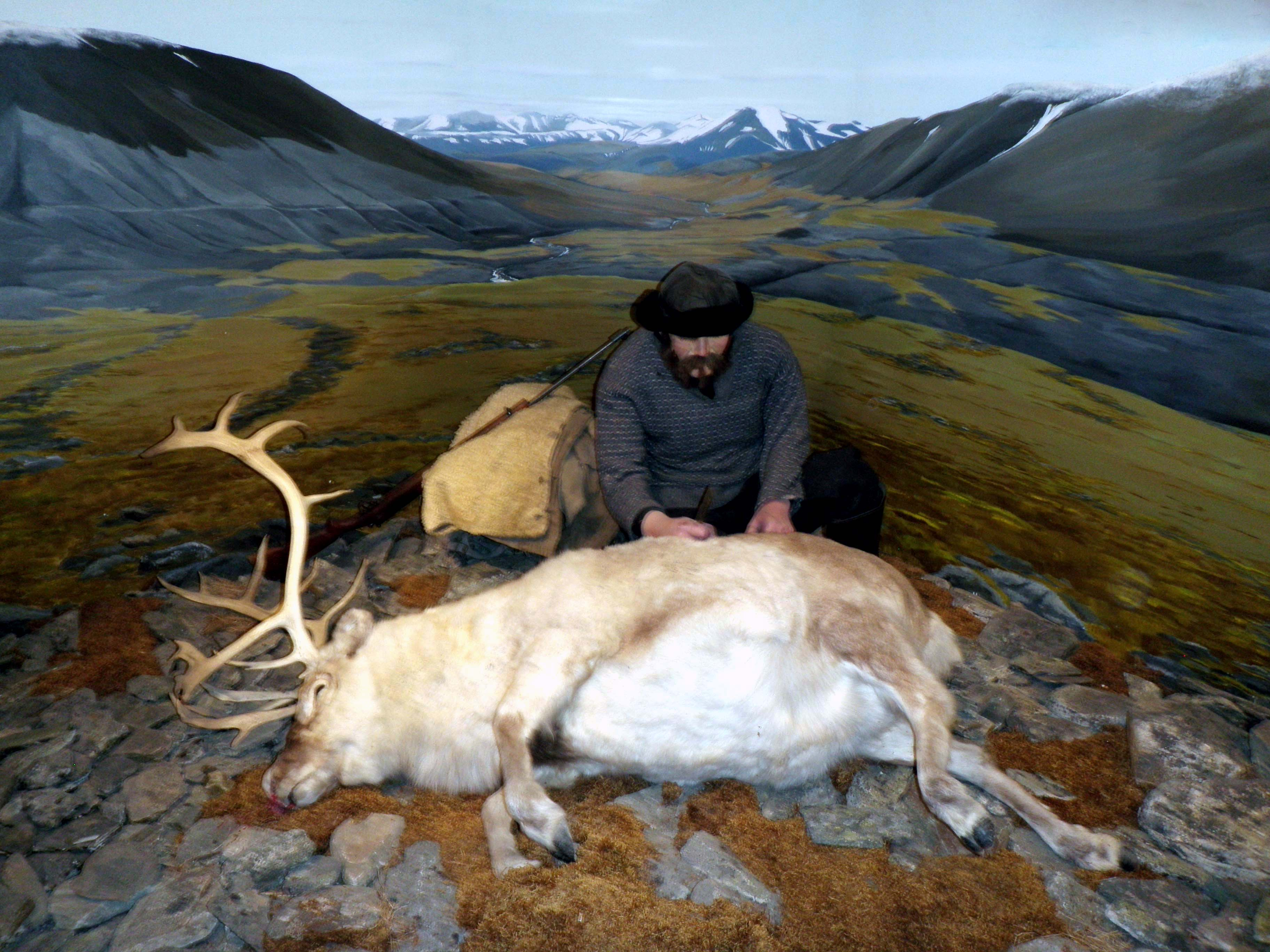
Exposição de caça às renas de Svalbard no Polar Museum em Tronso, Noruega.

Cerca de 200 renas foram encontradas mortas de fome em julho de 2019. A chuva sobre a neve no início da temporada de inverno formou camadas espessas de gelo na tundra, tornando as plantas de pastagem inacessíveis, resultado das temperaturas mais quentes devido às mudanças climáticas no Ártico.

## Taxonomia
Originalmente denominada Cervus (Tarandus) platyrhynchus (Vrolik, 1829), a rena de Svalbard foi elevada ao status de espécie por Camerano com o nome Rangifer spitzbergensis (“spetsbergensis” de Andersén, 1862) e renomeada R. platyrhynchus por Miller Jr. (1912). Lydekker (1915) a incluiu entre as renas da tundra como R. tarandus platyrhynchus, mas Sokolov (1937) insistiu que suas diferenças morfológicas justificavam o status de espécie, R. platyrhynchus. Flerov (1933) concordou, ilustrando a forma muito diferente do crânio, além de ser muito menor do que todas as formas russas (comprimento basal de 295-344 mm, em comparação com R. t. sibiricus 346-420 mm, R. t. phylarchus 390-435 mm, R. angustirostris 407-430 mm). Os pés das renas de Svalbard também são diferentes dos das renas da tundra eurasiana, pois os metapódios (ossos longos da mão e do pé) são mais curtos em proporção à tíbia.
Apesar dos haplótipos de mtDNA que indicam uma origem comum com as renas da tundra continental, muitos estudos genéticos mostraram a grande distância genética entre as renas de Svalbard e outras renas.
Røed, usando eletroforese em gel para analisar a variação genética das renas de Svalbard em comparação com as renas norueguesas selvagens, relatou que “alelos únicos nos loci que codificam a transferrina e a fosfatase ácida para as duas subespécies indicam que não houve cruzamento em tempos recentes” e estimou a divergência há 225.000 anos, ou seja, durante o período interestadual antes do último máximo glacial. Uma das marcas registradas da definição de espécie é o isolamento reprodutivo. Além do longo isolamento sem cruzamento, apesar das prováveis oportunidades de fazê-lo, as renas de Svalbard têm várias adaptações específicas para seu habitat no deserto polar frio: elas têm taxas metabólicas muito mais baixas, seja em pé ou deitadas, do que outras renas, e são menos enérgicas em termos de locomoção; elas acumulam quantidades incomuns de gordura, seu metabolismo de gordura permite que tolerem “temperaturas críticas mais baixas” de -50 °C, em comparação com apenas -30 °C nas renas norueguesas selvagens; e elas têm adaptações à escuridão de 24 horas/dia no inverno, como ritmo circadiano atenuado e produção de melatonina, que não existem ou são reduzidas nas renas norueguesas, que desfrutam de um período de luz do dia mesmo no meio do inverno. Essas adaptações, sem dúvida, impediriam a sobrevivência de uma rena de Svalbard no habitat das renas da tundra e vice-versa.
Um estudo de 2022 apoia o reconhecimento da rena de Svalbard como uma espécie distinta, com base na grande divergência genética e na divergência morfológica.